# ロデラ綱
ロデラ綱（） (学名: Rhodellophyceae) は、単細胞性の紅藻の１群。多くは海に生育するが、淡水種も知られる。葉緑体の色は多様。古くは原始紅藻綱 (または亜綱) チノリモ目に分類されていたが、分子系統学的研究などに基づいて独立の綱とされた。ロデラ藻綱（）ともよばれる。

## 特徴
ロデラ綱に属する種は、すべて単細胞球形。細胞は粘質多糖を主とする外被で囲まれる。細胞はふつう単核性。ゴルジ体シス面は小胞体または核膜に面している。ゴルジ嚢が密着して重なっていることが多い。
葉緑体は基本的に1細胞に1個 (ときに複数に分かれる)、細胞中央に位置し (中軸性)、星形でときに深く分岐している。グラウコスファエラ属 (Glaucosphaera) では多数の盤状葉緑体が細胞表層に分布する。ふつう周縁チラコイドをもつが、ときにこれを欠く。葉緑体表層に、色素顆粒 (plastoglobulus) の集まりが存在することが多い。多くはピレノイドをもつが、グラウコスファエラ属はこれを欠く。ロデラ属 (Rhodella) では核がピレノイド内に陥入している。光合成色素であるフィコビリンタンパク質の組成に多様性があり (B-またはC-フィコエリスリン、またはフィコエリスリンを欠く)、それに応じて紅色を呈するものから青緑色のものまでいる。カロテノイドとしてゼアキサンチンとβ-カロテンをもつ。貯蔵多糖はセミアミロペクチンとアミロース。低分子炭水化物としてマンニトールをもつ。
細胞は明瞭な滑走運動能を示す。二分裂による無性生殖を行い、有性生殖は未知。

## 生態
多くは海から汽水域に生育するが、グラウコスファエラ属は淡水域から見つかる。

## 系統と分類
ロデラ属は、当初は原始紅藻綱 (Bangiophyceae) または原始紅藻亜綱 (Bangiophycidae) のチノリモ目チノリモ科に分類されていた。またグラウコスファエラ属は青緑色の葉緑体をもつことから、当初は灰色植物に分類されていた。その後、分子系統学的研究などに基づいて、これらの藻類は独立の綱を構成していると認識されるようになった。またベニミドロ綱、オオイシソウ綱、チノリモ綱に比較的近縁であることが示唆されており、合わせて"原始紅藻亜門" (Proteorhodophytina) に分類することが提唱されている。
2019年現在、約6種が知られ、3目3科6属に分類されている。2019年現在の一般的な属までの分類体系を以下に記す。
| ロデラ綱の種までの分類体系 (2019年現在) - ロデラ綱 Rhodellophyceae Cavalier-Smith, 1998 - ロデラ目 Rhodellales H.S.Yoon, K.M.Müller, R.G.Sheath, F.D.Ott & D.Bhattacharya, 2006 - ロデラ科 Rhodellaceae H.S.Yoon, K.M.Müller, R.G.Sheath, F.D.Ott & D.Bhattacharya, 2006 - Corynoplastis A.Yokoyama, J.L.Scott, G.C.Zuccarello, M.Kajikawa, Y.Hara & J.A.West, 2009 - Corynoplastis japonica A.Yokoyama, J.L.Scott, G.C.Zuccarello, M.Kajikawa, Y.Hara & J.A.West, 2009 - Rhodella L.V.Evans, 1970 - Rhodella violacea (Kornmann) Wehrmeyer, 1971 - ディクソニエラ目 Dixoniellales A.Yokoyama, J.L.Scott, G.C.Zuccarello, M.Kajikawa, Y.Hara & J.A.West, 2009 - ディクソニエラ科 Dixoniellaceae A.Yokoyama et al. ex J.L.Scott et al., 2011 - Bulboplastis A.Kushibiki, A.Yokoyama, M.Iwataki, J.Yokoyama, J.A.West & Y.Hara, 2012 - Bulboplastis apyrenoidosa A.Kushibiki, A.Yokoyama, M.Iwataki, J.Yokoyama, J.A.West & Y.Hara, 2012 - Dixoniella J.L. Scott, S.T. Broadwater, B.D. Saunders, J.P. Thomas & P.W. Gabrielson, 1992 - Dixoniella grisea (Geitler) J.L.Scott, S.T.Broadwater, B.D.Saunders, J.P.Thomas & P.W.Gabrielson, 1992 - Neorhodella J.L.Scott, A.Yokoyama, C.Billard, J.Fresnel & J.A.West, 2008 - Neorhodella cyanea (C.Billard & J.Fresnel) J.L.Scott, A.Yokoyama, C.Billard, J.Fresnel & J.A.West, 2009 - グラウコスファエラ目 Glaucosphaerales E.C.Yang, J.L.Scott, H.S.Yoon & J.A.West in J.L.Scott et al., 2012 - グラウコスファエラ科 Glaucosphaeraceae Skuja, 1954 - Glaucosphaera Korshikov, 1930 - Glaucosphaera vacuolata Korshikov, 1930 |